# 阿道夫·馬滕斯

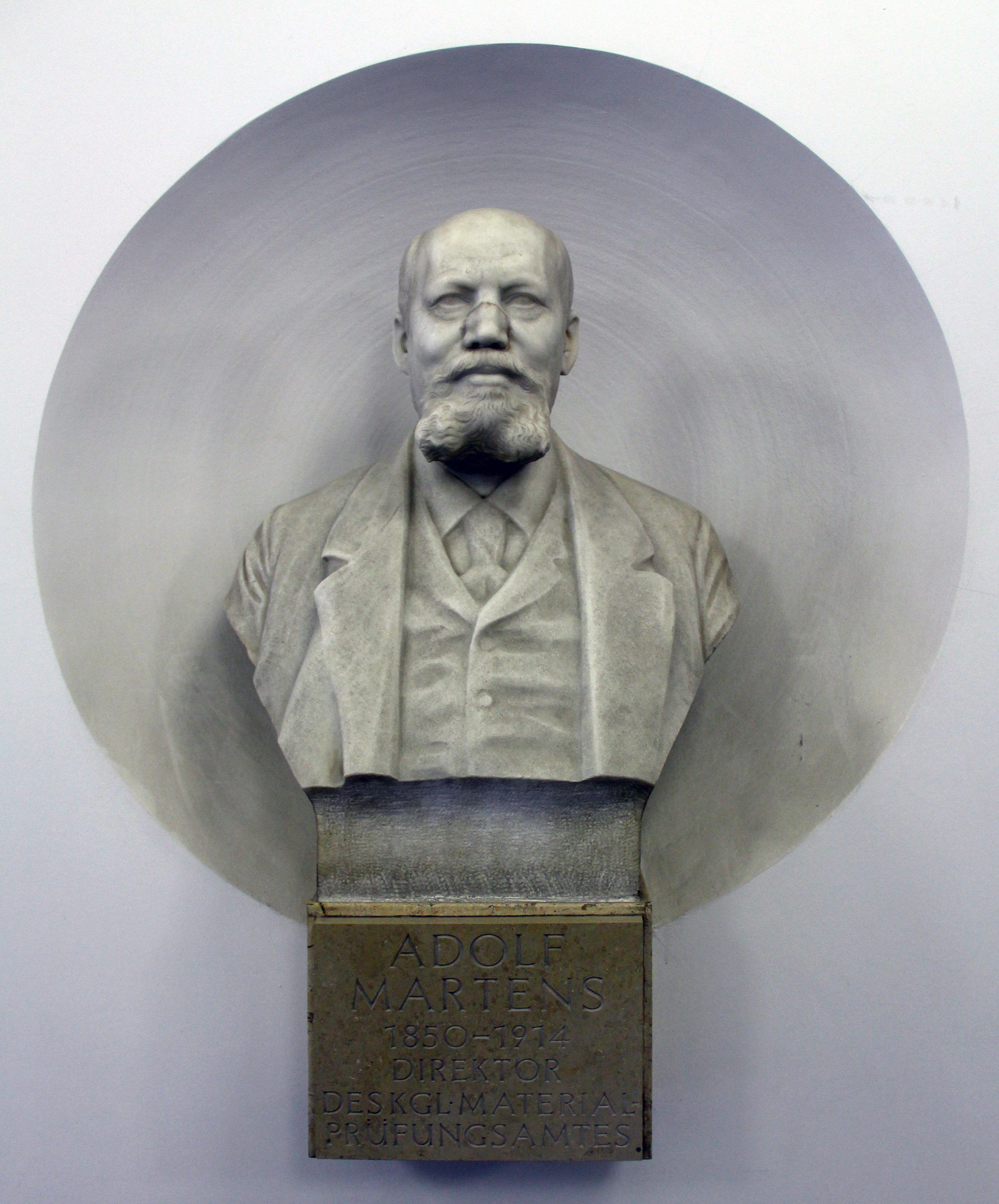
位於柏林的阿道夫·馬滕斯半身像

阿道夫·卡爾·戈特弗里德·馬滕斯（德語：Adolf Karl Gottfried Martens；1850年3月6日—1914年7月24日）是一名德國冶金學家。
鋼的其中一種顯微組織马氏体即以阿道夫·馬滕斯所命名。

## 外部連結
- 互联网档案馆中阿道夫·馬滕斯的作品或与之相关的作品